# Fagonia minutistipula
Fagonia minutistipula là một loài thực vật có hoa trong họ Zygophyllaceae. Loài này được Engl. miêu tả khoa học đầu tiên năm 1889.